# McMinnville (Oregon)
McMinnville è una città degli Stati Uniti d'America, capoluogo della Contea di Yamhill, nello Stato dell'Oregon.